# Дрогойовські
Дрогойовські гербу Корчак — український шляхетський рід. З часом спольщився. Дідичне володіння — Дрогоїв (тепер Ґміна Орли).

## Представники
- Атанасій — православний перемиський єпископ

- Іван Парис — дідич на Дрогойові, дружина — Катерина Оріховська[1] мав 5 синів,
  - Іван (†1557) — пробощ у Дрогобичі, латинський єпископ кам'янецький, холмський, куявський
  - Станіслав — перемиський каштелян, далекий від католицизму, дружина — сестрениця королеви Бони Урсула Карлівна Ґуччі
    - Іван — сяноцький каштелян, дружина — Анна Баль
      - Матвій Станіслав, дружина — Маріанна Чермінська, войська кам'янецька
        - Єлизавета Копичинська
        - Кшиштоф Томаш, перемиський хорунжий; дружина — Дорота Феліція, донька Зигмунда Гульденштерна, гданського каштеляна

      - Іван, дружини: Ласоцька, Катажина Мишковська
        - Беата Христина (з 1-го) — дружина ротмістра Марціна Мелецького
        - Софія (з 2-го)- дружина Теодора Малаховського гербу Наленч[2]
        - Станіслав
          - Софія
          - Іван Мартин
          - Адам — белзький стольник, дружина — Жевуська
            - Андрій — катедральний перемиський кустош, варшавський канонік

          - Тома — подільський чесник, дружина — Вольська
            - Людвік

        - Владислав Фердинанд
          - Олена — дружина Єжи Йордана
          - Іван — чернігівський каштелян
            - Катерина — дружина теребовлянського підчашого Яна Баля

        - Стефан — королівський полковник

      - Анна

  - Христофор — дружина Моравська
    - Катерина — дружина правника Яна Гербурта з 1553 року[3]
    - Іван Томаш — референдар, перемиський староста, дипломат, дружини — рідна сестра коронного маршалка Вольського, Ядвіга Гербурт, донька галицького каштеляна
      - Микола Мартин — дружина Барановська, дітей не мали

    - Кіліян — перемиський підкоморій, перша дружина — Островська, друга — Собківна, сандомирська кастелянка
      - Іван та Христофор — без нащадків
      - Станіслав — дружина Висоцька
        - Ян

      - Самійло — ловчий нурський
      - Єлизавета — дружина Гербурта, потім — Любомирського (старостина сондецька)
      - Магдалена

    - Христофор — 4-й син Христофора

  - Софія — дружина П'ясецького

- Іван — чернігівський каштелян, дружина — Маріанна Ройовська мав 7 синів та 3 доньки
  - Йосиф — перемиський каштелян, дружина — Барбара Вольська, донька Александера та Анни Бжуховської
    - Йосиф — монах-реформат

- Андрій,[4] братанок Івана-Томаша[5]
  - Катерина — дружина любельського стольника Кшиштофа, мати лібуського старости Анджея Реїв[6]

- Ян Маріан — граф, банкір
- Станіслав — абат-цистерціанець
- Станіслав — брат Єнджея,
- Христофор — стольник любельський, син Станіслава та Зофії Пшиємської, чоловік Зофії Маліцької, Теодори Бучацької, Теофілі Лещиньської — дідички Влодави, вдови Рафала Бучацького-Творовського
- Йосиф[7]
- Анна — дружина Богуслава Горайського гербу Корчак.[8]
- Йоанна Катерина — небога Андрія Дрогойовського, луківського старости,[9] дідичка Горностайполя[7]